# Piwdenne (obwód doniecki)
Piwdenne (ukr. Південне, do 2016 Łeninśke, ukr. Ленінське) – osiedle na Ukrainie, w obwodzie donieckim, w rejonie bachmuckim, w hromadzie Torećk. W 2001 liczyło 1951 mieszkańców, głównie rosyjskojęzycznych.